# Дакка
Да́кка (бенг. ঢাকা) — столица и крупнейший город Бангладеш. Город основан в VII веке. Дакка — столица исторического государства Бенгалии (1608—1717), столица Бангладеш с 1971 года. Население города — 9 724 976 жителей (2005), а с пригородами — 16,6 млн человек (2008). Расположена в дельте Ганга и Брахмапутры, на левом берегу Буриганги, около слияния рек Падмы и Мегхны. Является речным портом, а также центром водного туризма.

## Этимология
По одной версии, название города происходит от имени индуистской богини плодородия Дурги, по другой — от названия тропического дерева, дающего ценную смолу.

## История

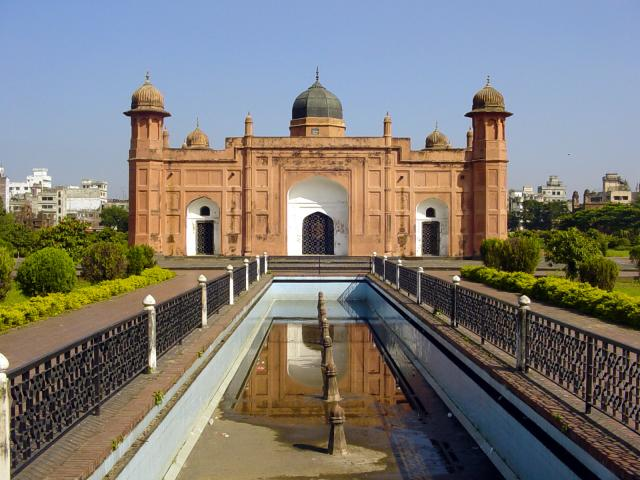
Форт Лалбах, построенный сыном Аурангзеба

Возникновение поселения на территории, которую сейчас занимает Дакка, относится к VII веку. Территория города находилась под властью буддийского царства Камарупа и империи Пала, прежде чем перешла под контроль индуистской династии Сена в IX веке. Название города, возможно, появилось в результате основания храма богини Дхакешвари царём Баллал Сеной в XII веке. Дакка и её окрестности в этот период определялись как Бенгалла. Сам город включал в себя несколько рынков, таких как базар Лакшми, базар Шанкхари, Кумартули и др. После династии Сена в Дакке последовательно правили тюркские и пуштунские губернаторы Делийского султаната, прежде чем она вошла в Империю Великих Моголов в 1608 году. Развитие поселения, в том числе за счёт увеличения жилищного строительства, привело к значительному росту населения, в результате чего город был провозглашён столицей (раджмахал) Бенгалии в период правления Великих Моголов в 1608 году. Могольский субадар Ислам-хан был первым правителем города. Хан дал имя городу «Джахангир Нагар» (জাহাঙ্গীর নগর; Город Джахангира) в честь императора Великих Моголов Джахангира, однако это имя было убрано из названия вскоре после смерти Джахангира. Основное увеличение города имело место во время правления Шайста-хана. Город имел площадь 19 на 13 километров (12 на 8 миль), с населением около одного миллиона человек.

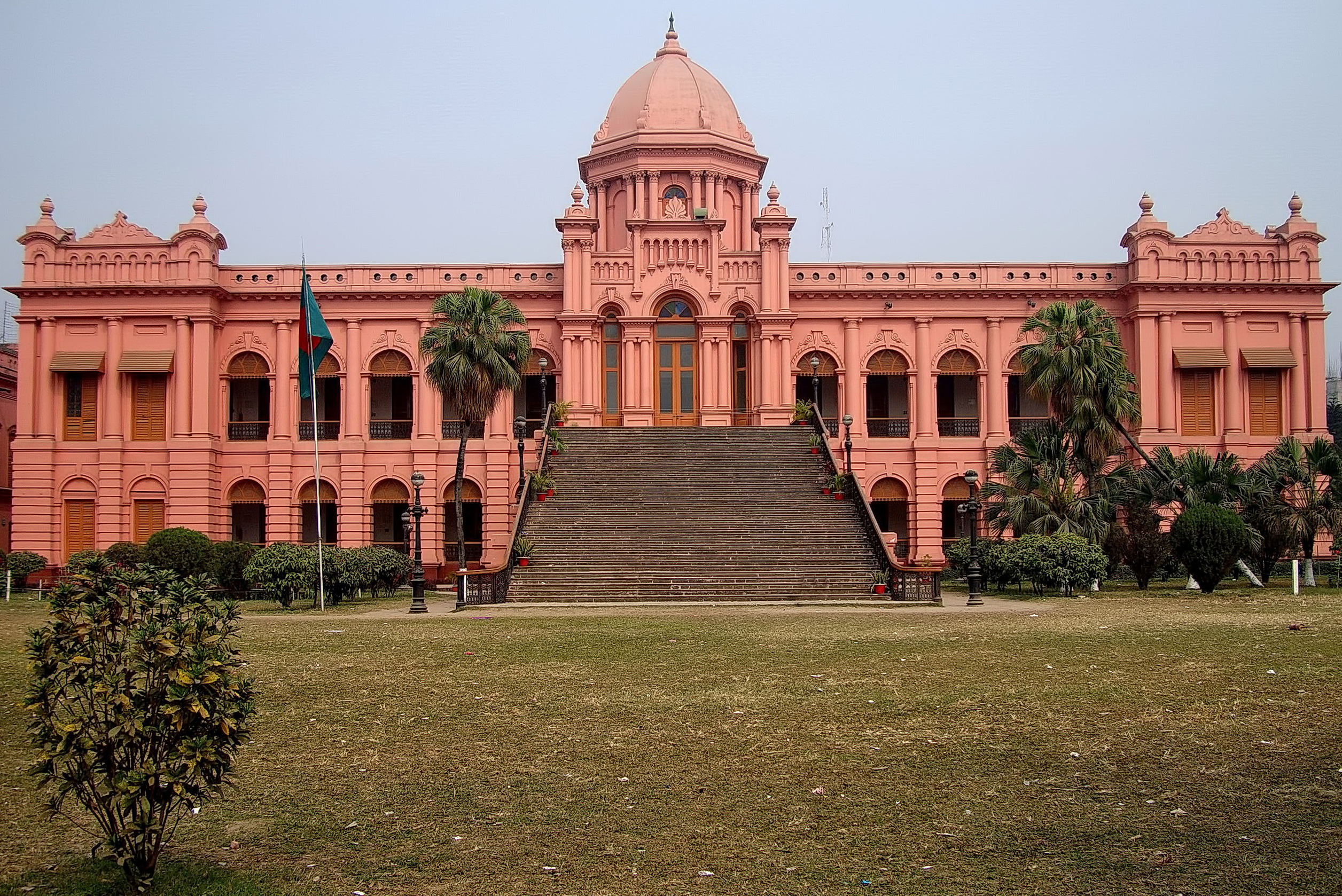
Дворец бенгальских навабов

Британская Ост-Индская компания в 1765 году получила право собирать налоги (право дивани), а в 1793 году взяла на себя управление городом, когда бенгальские навабы были вынуждены отказаться от своей власти над Бенгалией, Бихаром и Ориссой. Таким образом, город перешёл под полный британский контроль. Население города резко сократилось в этот период, в то время как расположенная рядом Калькутта развивалась. Вскоре Дакка также стала развиваться. Современная система водоснабжения была введена в эксплуатацию в 1874 году, а электроснабжение появилось в 1878 году. Рядом с городом появился кантонмент Дакка, служивший военной базой для британских и бенгальских солдат.
В 1905 году в результате неудачного первого раздела Бенгалии Дакка была объявлена столицей вновь созданного государства Восточная Бенгалия, но уже в 1911 году Бенгалия вновь объединилась. В 1947 году после раздела Британской Индии Дакка стала столицей Восточного Пакистана. После этого между общинами города стали происходить столкновения. Большая часть индусского населения города отправилась в Индию, в то время как в Дакку приехало множество мусульман. В городе, являвшемся центром региональной политики, участились забастовки и акты насилия. Признание урду единственным официальным языком Пакистана привело к масштабным акциям протеста. В результате подавления демонстрации в поддержку бенгальского языка полицией было застрелено несколько студентов. На протяжении 1950-х и 1960-х годов Дакка оставалась центром политической деятельности, усиливались требования автономии для бенгальского населения.
В 1970 году разрушительный циклон Бхола поразил большую часть региона, в результате чего погибли около полумиллиона человек. Более половины города было затоплено. Из-за недостаточных усилий властей, направленных на устранение последствий циклона, а также из-за этнической дискриминации общественное недовольство стало возрастать. 7 марта 1971 года бенгальский политик Муджибур Рахман организовал националистический митинг на ипподроме Рамна. В результате 26 марта была провозглашена независимость Бангладеш. В ответ на это пакистанская армия начала военную операцию по установлению контроля над Восточным Пакистаном, в результате чего было убито множество мирных бангладешцев. В конфликт вмешалась Индия — и 16 декабря после её победы в войне Бангладеш обрёл независимость. В Дакке, ставшей столицей страны, начался значительный рост населения, туда переезжали многие рабочие из сельской местности. Рост торговли и промышленности, а также населения города создал дополнительные проблемы для инфраструктуры и сферы услуг. За расширением границ города последовал строительный бум. В 1989 году в городе впервые состоялось праздничное шествие Мангал Шобхаджатра, которое затем стало ежегодным и признано нематериальным культурным наследием ЮНЕСКО.

## Климат
Дакка является городом с жарким, душным и влажным тропическим климатом. В городе проходят муcсоны со среднегодовой температурой в 28 °С; температура изменяется от 20 °C в январе и до 32 °C в мае. Почти 80 % среднегодового количества осадков выпадает в период с мая по сентябрь.
- Среднегодовая температура — +26 °C;
- среднегодовая скорость ветра — 6 м/с.

| Показатель                    | Янв. | Фев. | Март | Апр. | Май | Июнь | Июль | Авг. | Сен. | Окт. | Нояб. | Дек. | Год  |
| ----------------------------- | ---- | ---- | ---- | ---- | --- | ---- | ---- | ---- | ---- | ---- | ----- | ---- | ---- |
| Абсолютный максимум, °C       | 29   | 33   | 38   | 38   | 38  | 39   | 37   | 37   | 35   | 34   | 32    | 30   | 39   |
| Средний суточный максимум, °C | 24   | 26   | 30   | 31   | 31  | 31   | 30   | 31   | 30   | 30   | 28    | 25   | 29   |
| Средняя температура, °C       | 19   | 22   | 26   | 28   | 28  | 28   | 28   | 29   | 28   | 27   | 24    | 20   | 26   |
| Средний суточный минимум, °C  | 14   | 17   | 22   | 25   | 26  | 27   | 27   | 27   | 26   | 25   | 20    | 16   | 22   |
| Абсолютный минимум, °C        | 9    | 9    | 14   | 18   | 21  | 22   | 24   | 23   | 21   | 18   | 12    | 10   | 9    |
| Норма осадков, мм             | 0    | 20   | 50   | 110  | 260 | 350  | 390  | 310  | 250  | 160  | 30    | 0    | 1970 |
| Источник: Weatherbase         |      |      |      |      |     |      |      |      |      |      |       |      |      |

## Экология
Увеличение загрязнения воздуха и воды, обусловленное городскими пробками и промышленными отходами, стало серьёзной проблемой, влияющей на общественное здоровье и качество жизни в городе. Водные объекты и болота вокруг Дакки могут быть уничтожены, поскольку на их месте строят многоэтажные дома и другие объекты недвижимости. Связанная с загрязнением окружающей среды эрозия естественных мест обитания угрожает уничтожить значительную часть региональной биофауны.

## Экономика
В городе расположена большая часть промышленности страны, представленная производством джутового волокна, хлопчатобумажной, металлообрабатывающей, пищевой и другими отраслями. Имеется производство муслина. Регион, в котором расположена Дакка, специализируется на выращивании джута и риса.
По данным на 2009 год, ВВП Дакки составил 85 млрд долларов США, ежегодный рост ВВП составляет 6,2 %. Средний доход на душу населения — 1350 долларов в год. Тем не менее, около 34 % хозяйств проживают за чертой бедности, значительная часть выживает на менее чем 5 долларов в день. Уровень безработицы остаётся высоким — около 19 %.

## Население

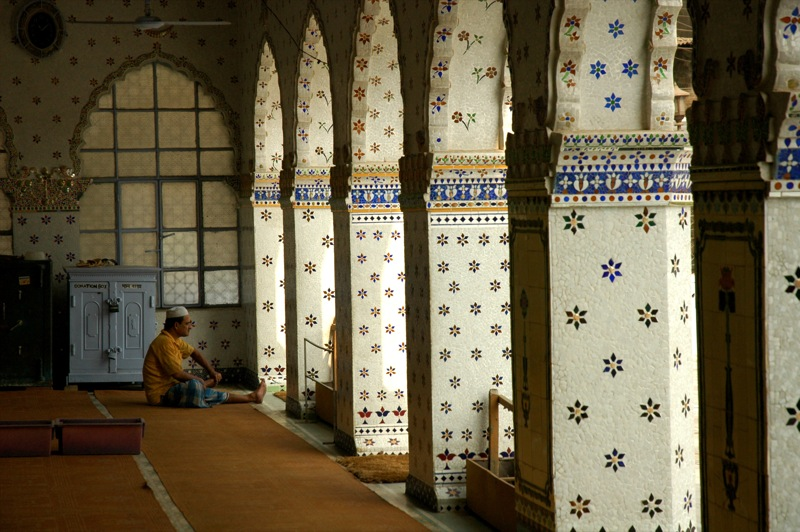
Мечеть Звезды

Население города в его административных границах составляет около 7 млн человек, население разросшейся агломерации — около 12,8 млн человек (на 2008 год). Ежегодный рост населения — около 4,2 % (один из самых высоких показателей среди городов Азии) — объясняется огромным притоком мигрантов из сельских районов страны. Согласно данным журнала Far Eastern Economic Review, к 2025 году население города может достигнуть 25 млн человек.
Уровень грамотности населения — 68,3 %.
Около 90 % исповедуют ислам, вторая религия по распространённости — индуизм (9 %). 1 % приходится на христиан и буддистов, доля которых примерно равна.
Абсолютное большинство населения говорит на бенгальском языке; ввиду наличия мигрантов со всех концов Бангладеш, здесь говорят на многих диалектах этого языка, включая силхетский и читтагонгский. В области предпринимательства распространён английский язык; имеется достаточно большая диаспора, говорящая на урду (по официальным данным, около 40 тыс. человек; скорее всего, больше).

## Транспорт

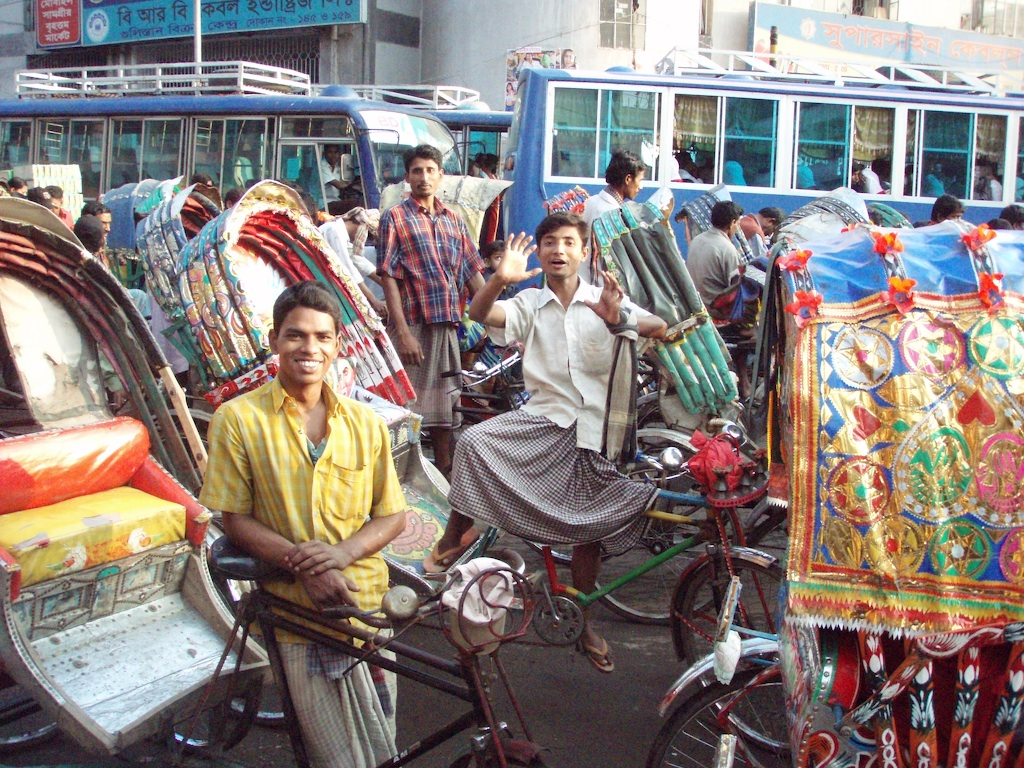
Рикши в Дакке

Важной частью общественного транспорта Дакки являются велорикши и моторикши; ежедневно на работу выходит около 400 тысяч рикш. Тем не менее, лишь около 85 тысяч рикш имеют лицензию на этот вид деятельности. Велорикши запрещены во многих частях города, так как служат причиной сильных дорожных пробок. Автобусный парк обслуживается государственной компанией «Bangladesh Road Transport Corporation (BRTC)», а также частными операторами.
Дакка — важный транспортный узел, соединяющий многие части страны и соседние регионы Индии. Порт Дакки — один из крупнейших речных портов в мире; он соединяет город с внутренними областями страны вдоль реки Буриганга и других рукавов дельты Ганга.
28 декабря 2022 года начало свою работу метро. Пока сейчас действует только одна линия и 16 станций, но в будущем будут 5 линий и 52 станции.
Международный аэропорт имени Шаха Джалала (ранее — аэропорт Дакки) — самый крупный и самый загруженный в стране, расположен в 15 км от центра города. На этот аэропорт приходится до 52 % всех международных и внутренних рейсов Бангладеш.

## Образование
В Дакке расположено 52 университета, старейший из них — Dhaka College, который также является одним из старейших учебных заведений Британской Индии; основан в 1840 году. Здесь же расположен крупнейший университет Бангладеш — Университет Дакки, где обучаются более 30 тыс. студентов. Среди других важнейших учебных заведений Дакки: Jahangirnagar University, Bangladesh University of Engineering and Technology (BUET), The Dhaka Medical College, Sir Salimullah Medical College.

## Медиа
В Дакке на нескольких языках издаются крупнейшие и старейшие газеты страны, среди них: «Daily Ittefaq», «Daily Azad», «Manabzamin», «Daily Janakantha», «Daily Prothom Alo», «Amar Deshi» др. Основные англоязычные газеты: «The Daily Star», «The Independent», «New Age» и «The Financial Express».
В Дакке расположена штаб-квартира бангладешского государственного телевидения BTV. Частные каналы, основывающиеся в городе, включают Bangla Vision, RTV, ATN Bangla, Channel I, NTV, Ekushey Television, Banglavision. Государственная радиостанция Bangladesh Betar и такие частные радиостанции, как Radio Foorti, Radio Today, Radio Amar и другие также имеют свои штаб-квартиры в Дакке.

## Достопримечательности
- Байтул Мукаррам
- Дакешвари — самый крупный и известный индуистский храм в Бангладеш
- Национальный ботанический сад Бангладеш
- Национальный музей Бангладеш, в котором находится коллекция предметов искусства и археологии
- Национальный зоопарк Бангладеш
- Национальный мемориал мучеников
- Мавзолей трёх лидеров
- Мечеть Бинат Биби
- Мечеть Хана Мохаммада Мридха
- Армянская Воскресенская церковь
- Шахид-минар — памятник в центре Дакки, построенный в память о тех, кто был убит полицией во время мирной демонстрации в 1952 году

## Спорт

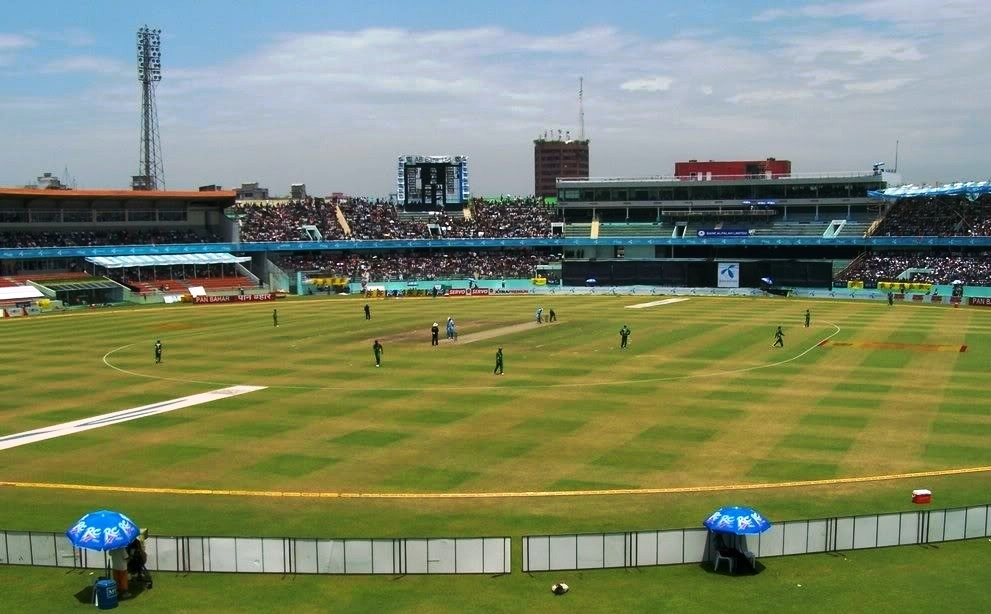
Матч по крикету между командами Бангладеш и Индии

Крикет и футбол — самые популярные виды спорта. В молодёжных командах играют воспитанники школ, колледжей и частные лица. Mohammedan Sporting Club и Abahani Krira Chakra являются двумя из самых известных футбольных команд, поддерживающих жёсткую конкурентную борьбу.
Дакка проводила первый официальный турнир по крикету, в ходе которого Пакистан в 1954 году играл против Индии. Национальный стадион Bangabandhu National Stadium ранее был главным стадионом Индии для внутренних и международных соревнований по крикету, но теперь на нём проводятся исключительно футбольные матчи. В 2011 в Индии, Шри-Ланке и Бангладеш был проведён X Чемпионат мира по крикету (14 стран-участниц, золото досталось команде Индии), шесть матчей которого было сыграно в Дакке и два — в Читтагонге (втором по величине (4 миллиона жителей) городе Бангладеш). В Дакке находится Бангладешский Спортивный совет, отвечающий за содействие проведению спортивных мероприятий по всей стране. Дакка также имеет стадионы, которые в основном используется для внутренних соревнований — такие, как Sher-e-Bangla Mirpur Stadium (в Mirpur) и Dhanmondi Cricket Stadium, а также Outer Stadium Ground. Университет Дакки проводит множество турниров между вузами города.